# مولدووا
مولداوی Moldavia یک پادشاهی تاریخی در شرق اروپا بود که بین قرون ۱۴ تا ۱۹ به بخش‌هایی از اروپا (رومانی کنونی) حکومت داشت.

## نگارخانه

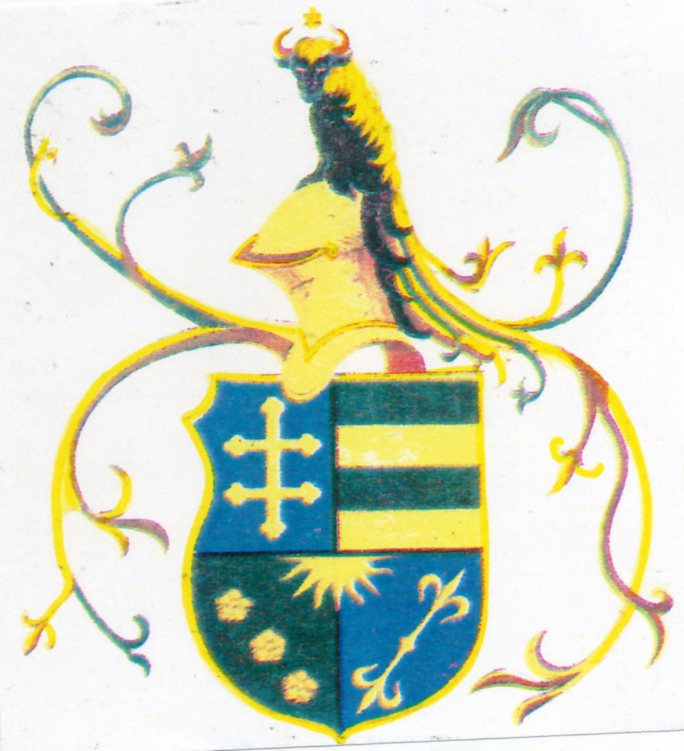
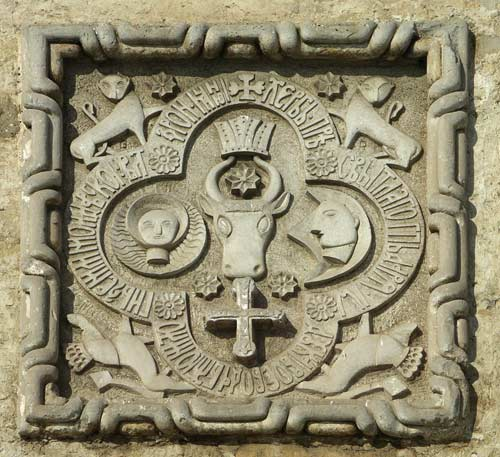
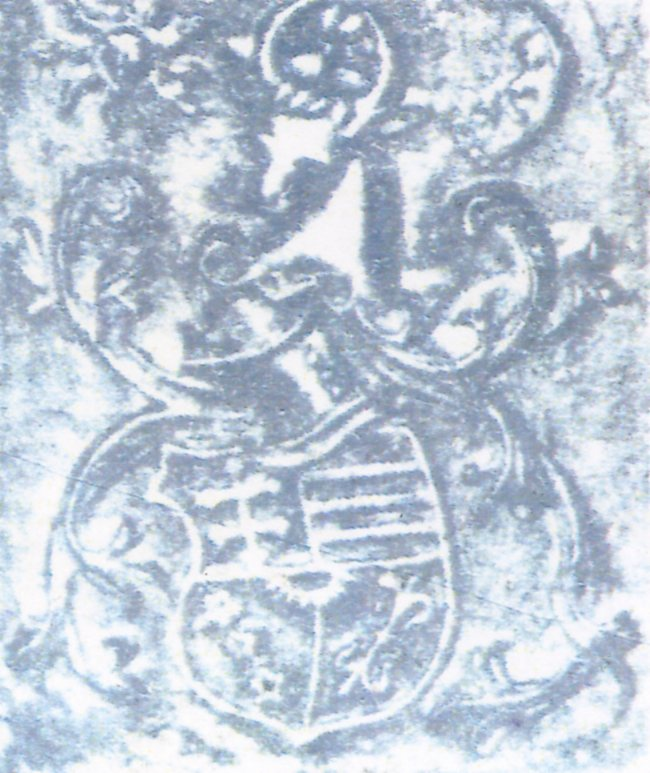